# Saint John's University (Collegeville)
La Saint John's University (SJU) è un'università privata di indirizzo cattolico con sede a Collegeville, nello stato americano del Minnesota.
Il Saint John’s College fu fondato nel 1857 dai monaci benedettini della congregazione americana cassinese dell'abbazia di Collegeville.